# 마카오 경전철
마카오 경전철(중국어 정체자: 澳門輕軌系統, 월병: ou3 mun2 hing1 gwai2 hai6 tung2, 포르투갈어: Metro Ligeiro de Macau)은 마카오에서 계획중인 신교통 시스템이다.
2008년부터 현지 조사가 시작되어, 미쓰비시 중공업이 건설을 수주하고 건설비는 46억 8,800만 파타카가 될 것으로 전망되고 있다. 2019년 12월 10일부터 개통됐다.

## 개요
계획 노선의 길이는 약 21km이다.
노선은 광둥성 주하이 시 공베이 항과 출입국 검사장이 있는 포르타스 두 세르쿠 광장에서 사이방 대교를 통해 타이파섬으로 건너가 매립지인 코타이, 마카오 국제공항을 통해 종점인 베이안 부두에 이어진다.

## 역사
현재 마카오는 철도나 모노레일 등의 궤도계 교통은 없고, 대중 교통은 버스와 택시 뿐이지만, 교통 체증에 의해 수송 정시성 문제를 내포하고 있다. 경전철 계획은 대중 교통의 정시제를 개선하기 위해 계획되었다.
2002년 마카오 특별행정구 정부는 홍콩 MTR에 시내 교통의 연구 업무를 위탁하고 있다.
2010년 4월 12일 미쓰비시 중공업, 독일의 지멘스와 중국 본토의 중국 토목 공정 (CCECC)의 컨소시엄, 캐나다 봄바르디어와 본토의 중국 도로 교량 공정 (CRBC)의 컨소시엄이 입찰에 응모하여 미쓰비시가 제안하는 홍콩 국제공항 외에도 싱가포르와 미국의 공항 등에 납품 실적이 있는 신교통 시스템이 채용되었다.

## 같이 보기
- 지하철 목록